# Erin Gray
 (janvier 2017).
Si vous disposez d'ouvrages ou d'articles de référence ou si vous connaissez des sites web de qualité traitant du thème abordé ici, merci de compléter l'article en donnant les références utiles à sa vérifiabilité et en les liant à la section « Notes et références ».
Pour les articles homonymes, voir Gray.
Erin Gray, née le 7 janvier 1950 à Honolulu, est une actrice américaine.
Elle est notamment connue pour avoir incarné le rôle du colonel Wilma Deering dans la série télévisée de science-fiction Buck Rogers au XXVe siècle, ou encore le personnage de Kate Summers dans Ricky ou la Belle Vie.

## Jeunesse
Née à Honolulu, à Hawaii, elle est la fille de Diane et Daniel Gray. À l'âge de huit ans, ses parents se séparent et elle déménage en Californie avec sa mère. Elle fait ses études à Redwood High School à Larkspur, puis à Palisades Charter High School d'où elle sort diplômée. En 1965, à quinze ans, Erin Gray rencontre Nina Blanchard qui est à la tête d'une des plus grandes agences de mannequins d'Hollywood et la convainc de poursuivre une carrière dans le mannequinat.

## Carrière
En quelques années, Erin Gray se fait une place comme une des top modèles de New York. Pendant cette période, elle représente de grandes marques comme L'Oréal, Max Factor et Bloomingdale's. Elle commence alors à s’intéresser au métier d'actrice et elle déménage ensuite avec sa famille à Hollywood.
Sa première apparition à la télévision se déroule en 1967. Elle joue le rôle d'une danseuse dans la série Malibu U. En 1978, alors à Hollywood, elle décroche un rôle dans une mini-série, Evening in Byzantium, puis, la même année, signe un contrat de sept ans chez Universal Studios. Ce contrat lui permet de jouer le rôle du colonel Wilma Deering dans Buck Rogers au XXVe siècle.
Peu de temps après Buck Rogers, Gray apparait dans la première saison de la série Magnum, dans l'épisode La fouineuse (J. « Digger » Doyle), où elle joue le rôle d'un expert en sécurité. Il était prévu que le personnage soit récurrent, et même d'en créer un spin-off, mais ce sera sa seule apparition dans la série. En 1982, elle joue le rôle de Lilah dans le film Six Pack avec Kenny Rogers. Elle apparaît également dans un épisode d'Arabesque (saison 5 épisode 6) aux côtés d'Angela Lansbury.
Entre 1982 et 1987, elle devient Kate Summers dans la série télévisée Ricky ou la Belle Vie. Après la fin de cette série, elle continue à travailler pour la télévision et le cinéma : en 1992, dans un épisode de la série Superboy, en 1993, elle décroche un rôle dans le film Vendredi 13 : Jason va en enfer.

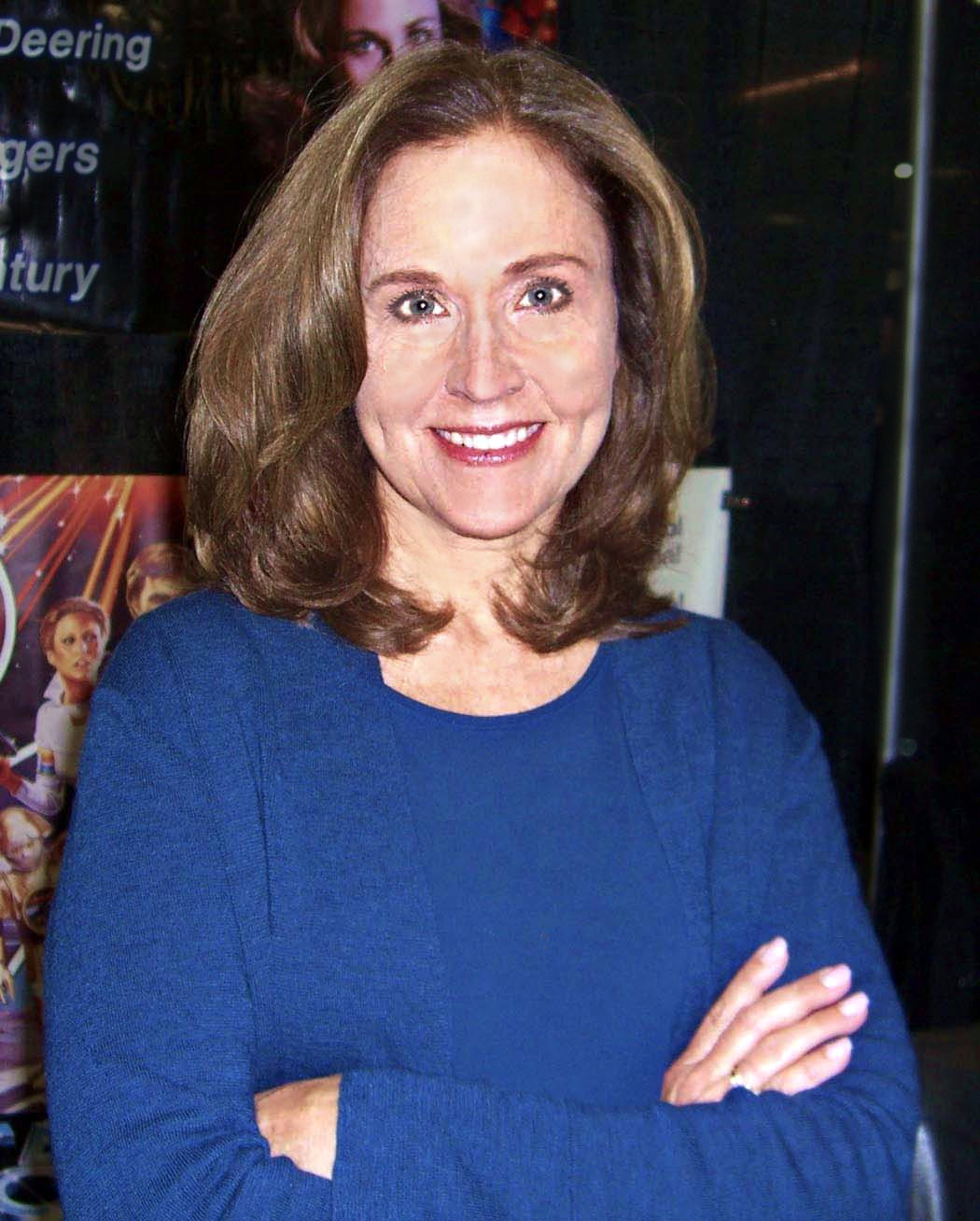
Erin Gray en 2009.

En 2005, elle apparait dans Siren, et en 2010, dans la websérie Buck Rogers, où elle joue la mère de Lucas « Buck » Rogers.

## Vie privée
Erin Gray épouse Ken Schwartz le 29 novembre 1968. Ils ont un fils nommé Kevan Gray. Le couple divorce en 1990. Elle se remarie avec Richard Hissong (directeur de la photographie) en 1991 ; le couple a une fille, Samantha.[réf. nécessaire]

## Filmographie
- 1979-1981 : Buck Rogers - Colonel Wilma Deering
- 1980-1981 : Magnum (S01E17)
- 1982 : L'Homme qui tombe à Pic - Bonnie Carlson (1 épisode)
- 1982 : Simon & Simon - Vicki Whittaker (1 épisode)
- 1982-1987 : Ricky ou la Belle Vie - Kate Summers Stratton
- 1986 : "Starman (série télévisée)" : Jenny Hayden
- 1986 : Hôtel - Vanessa Clark (1 épisode)
- 1988 : Perry Mason : La Femme qui en Savait Trop - Cap. Terry O'Malley
- 1988 : Arabesque - Andrea Dean (1 épisode)
- 1989 : Rick Hunter - Kate Lawson (1 épisode)
- 1990 : La Loi de Los Angeles - Rochelle Peters (1 épisode)
- 1993, 1996 : Les Dessous de Palm Beach - Connie Bayliss / Jillian Borson (2 épisodes)
- 1995 : Le Rebelle - Donna MacKenzie (1 épisode)
- 1997-1998 : Alerte à Malibu - Monica Johnson (5 épisodes)
- 1999-2000 : Port Charles - Nicole Devlin
- 2000 : Profiler - Députée Karen Archer (3 épisodes)
- 2004 : Les traquées : Madame Jones
- 2010 : Hunter Prey (DVD) : Clea
- 2012 : J'ai épousé une star (I Married Who?) (TV)
- 2019 : La princesse de Nôel (La reine Alice) (TV)